# Pat O'Brien (homme politique)
Pour les articles homonymes, voir Pat O'Brien.
Patrick Wayne (Pat) O'Brien, (né le 13 janvier 1948 à London, Ontario) est un homme politique canadien, ancien député à la Chambre des communes du Canada. Élu sous la bannière du Parti libéral du Canada, il termine sa carrière en 2005 en tant que député indépendant de la circonscription de London—Fanshawe à London (Ontario).

## Biographie

### Formation
O'Brien obtient un baccalauréat en histoire de l'Université de Western Ontario en 1971 et obtient une maîtrise en éducation de l'UWO en 1981. Il a été professeur d'histoire à l'école secondaire et était membre du conseil municipal de la ville de London de 1982 à 1993. Il était également membre de commission scolaire de 1980 à 1982.

### Parcours politique
Il est élu au Parlement sous la bannière du Parti libéral lors de l'élection générale de 1993, et est réélu en 1997, 2000 et 2004. De 2000 à 2003, il est secrétaire parlementaire au ministre du Commerce international.
Avant de quitter le parti, Pat O'Brien était souvent vu comme un représentant de l'aile droite du Parti libéral. Il était un opposant féroce au mariage entre personnes de même sexe au sein du caucus libéral, aux côtés de Tom Wappel. Il a fréquemment fustigé le premier ministre Paul Martin pour n'avoir pas permis de vote libre pour les membres du conseil des ministres sur la loi C-38, la loi légalisant le mariage entre personnes de même sexe au Canada. Il a fait des appels répétés pour l'utilisation de la clause dérogatoire de la Charte canadienne des droits et libertés pour contrer les décisions des tribunaux qui ont déclaré que celle-ci oblige le gouvernement à reconnaître les mariages entre personnes de même sexe. Il est également opposé à l'avortement.
Le 6 juin 2005, O'Brien quitte le Parti libéral afin de siéger comme indépendant, citant son opposition au mariage entre personnes de même sexe et son inconfort face aux révélations de la Commission Gomery sur le scandale des commandites.
Le 14 juin, O'Brien lance un ultimatum au gouvernement, indiquant que lui et un député libéral anonyme voteraient contre le gouvernement dans une série de votes de confiance ce soir-là, à moins que la loi sur le mariage entre personnes de même sexe ne soit reportée à la session parlementaire d'automne. Toutefois, il s'avère que cette menace était une exagération et les libéraux survivent les votes de confiance et réussissent éventuellement à faire adopter la loi C-38 dans la session d'été.
À l'automne 2005, O'Brien annonce qu'avec un ancien député conservateur il fonde un groupe de pression pour tenter de renverser la loi sur les mariages entre personnes de même sexe.